# 東トルキスタン共和国亡命政府

東トルキスタン共和国
شەرقىي تۈركىستان جۇمۇھۇرىيىتى
Sherqiy Türkistan Jumuhuriyiti
Шерқий Түркистан Сүргүнди Һөкүмити

国の標語: 独立、自由国歌: 解放の途上にて
東トルキスタン共和国亡命政府が「ウイグル」としている領域

東トルキスタン共和国亡命政府（ひがしトルキスタンきょうわこくぼうめいせいふ）は、2004年9月14日にアメリカのワシントンに、在外東トルキスタン人（ウイグル人）活動家によって設立された東トルキスタンの亡命政権である。
1933年～1934年と1944年～1949年に存在していた東トルキスタン共和国との直接の連続性を標榜し、「独立」を目指し活動している。
一方、東トルキスタン亡命政府とは別個の亡命ウイグル人組織として、世界ウイグル会議がドイツのミュンヘンにある。
東トルキスタン亡命政府が中国からの明確な独立を主張するのに対して、世界ウイグル会議はウイグル民族の民族自決権の確立を主張し、独立と高度な自治権確保のどちらが最終目標なのかについては含みを残している。

## 沿革
1949年の中国人民解放軍の東トルキスタン侵攻に前後して、多数のウイグル人が東トルキスタンを離れ、アフガニスタンを経てトルコなど諸外国に離散していった。
主にこうした在外ウイグル人を中心として、中華人民共和国による新疆併合の手続きを批判し、東トルキスタンはその全域が東トルキスタン共和国として再び分離、独立すべきであるとする運動が続けられてきた。
現在では中国政府による新疆政策を批判し、独立を望む中国領育ちのウイグル人活動家も加わっている。
また、この運動では、ウイグル人に対する圧迫や地域の漢民族化などが行われているとして人権問題に絡めての中国政府批判も行っている。
このため乱立していたウイグル独立組織・独立運動家の連合組織として、1992年に東トルキスタン民族会議が、1996年に世界ウイグル青年会議が設立された。
この両者は2004年4月16日に合流し、「平和的・非暴力的・民主的」な反対運動を行う世界ウイグル会議に再編された。
しかし、以上のような世界ウイグル会議の姿勢は独立の事実上の放棄だと考える亡命ウイグル人グループ、あるいはトルコ・ヨーロッパ系初期ウイグル独立運動を指揮したアルプテキン派に含まれない亡命ウイグル人グループは2004年9月14日にアメリカのワシントンD.C.に集まり、世界ウイグル会議とは別個の組織・東トルキスタン共和国亡命政府を設立した。
初代大統領にエフメット・イゲムベルディ（在任：2004年9月14日 - 2005年7月30日）、副大統領にアブドゥウェリ・ジャン（2008年死去）、首相兼外相にエニウェル・ユスップ・トラニ、副首相にエリキン・エズィズが選出された。
彼らは2004年11月26日には独自の憲法を発表し、亡命政権としての正統性を主張するなどして、東トルキスタン共和国の独立をめざし活動している。
2019年11月10日から11月12日までの期間中ワシントンDCにて東トルキスタン亡命政府第8回総会が開催された。
総会は、2019年11月10日の日曜日の朝に開かれ、合計44人の東トルキスタン亡命議会の議員が参加し、そのうち4人は米国から、7人はカナダから、3人 日本から、2人はヨーロッパから、他はインターネットから参加した。 
東トルキスタンの亡命議会のメンバーに加えて、ワシントンDC地域の東トルキスタンの離散者コミュニティからも多数のメンバーが参加し、アメリカから一部著名な支持者らがオブザーバーとして出席した。
総会は、前首相アブドゥレヘド・ヌルによるコーランの朗読で始まり、キリスト教牧師のトム・プリチャードによる祈りが続いた。
元国防総省戦略政策計画ディレクターのロバート・スポルディング米軍准将、米国国防総省の元中国局長のジョセフ・ボスコ、元米国の諜報アナリストで政治的リスクジャーナルの発行者アンダース・コア博士、および南アジアを中心に地政学的アナリストスコット・ギボンズなどの著名人が、ウイグル人の友人としてイベントでスピーチした。

## 亡命政府の組織
- 大統領: [3]グラム・オスマン・ヤグマ(Ghulam Osman Yaghma)
- 首相：[4]サリー・フダヤル(Salih Hudayar)
- 副首相：[5]アディル・アッバス(Adil Abbas)、ミルケディル・ミルザット(Mirqedir Mirzat)
- 国歌: [6]東トルキスタン共和国国歌
- 国章: [7]東トルキスタン共和国国章